# Ратомка (станція)
Рáтомка (біл. Рáтамка) — проміжна залізнична станція Мінського відділення Білоруської залізниці Білоруської залізниці на лінії Мінськ — Молодечно між станцією Ждановичі та колійним постом Крижовка. Розташована у однойменному агромістечку Ратомка Мінського району Мінської області, за 6 км на захід від Мінська.

## Історія
Станція відкрита 1873 року. У Ратомці та на залізничному вокзалі відбувалася головна дія оповідання Романа Антропова «Єгипетська темрява» з циклу «Геній російського детектива І. Д. Путілін», яка написана 1908 року, в якій, серед іншого, повідомляється, що Ратомка тоді знаходилася за 16 миль від Мінська. Відомо, що станція Ратомка була заснована 1873 року, а начальник петербурзької розшукової поліції Іван Дмитрович Путіліна подав у відставку у 1889 році.
1963 року станція електрифікована змінним струмом (~25 кВ) в складі дільниці Мінськ — Олехновичі.
7 листопада 2015 року станція відкрита після капітальної реконструкції.

## Пасажирське сполучення
На станції Ратомка зупиняються електропоїзди першої лінії міської електрички Мінськ — Білорусь та електропоїзди регіональних ліній економкласу до станцій Гудогай, Мінськ-Пасажирський, Молодечно. 
Час у дорозі від станції Мінськ-Пасажирський з усіма зупинками складає близько 26 хвилин електропоїздами регіональних ліній економкласу.
До Ратомки курсують також приміські автобуси з Мінська.

## Галерея

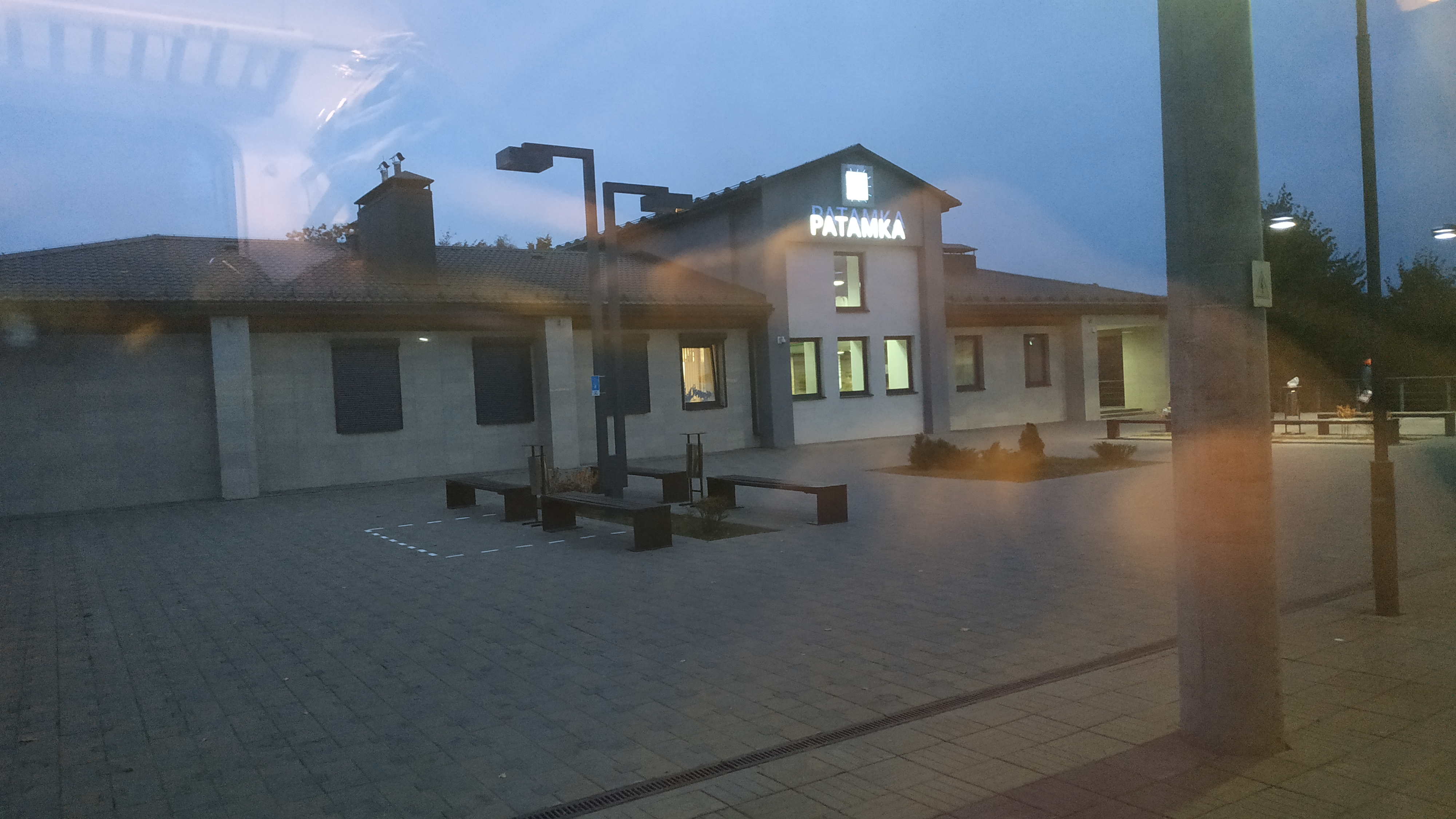
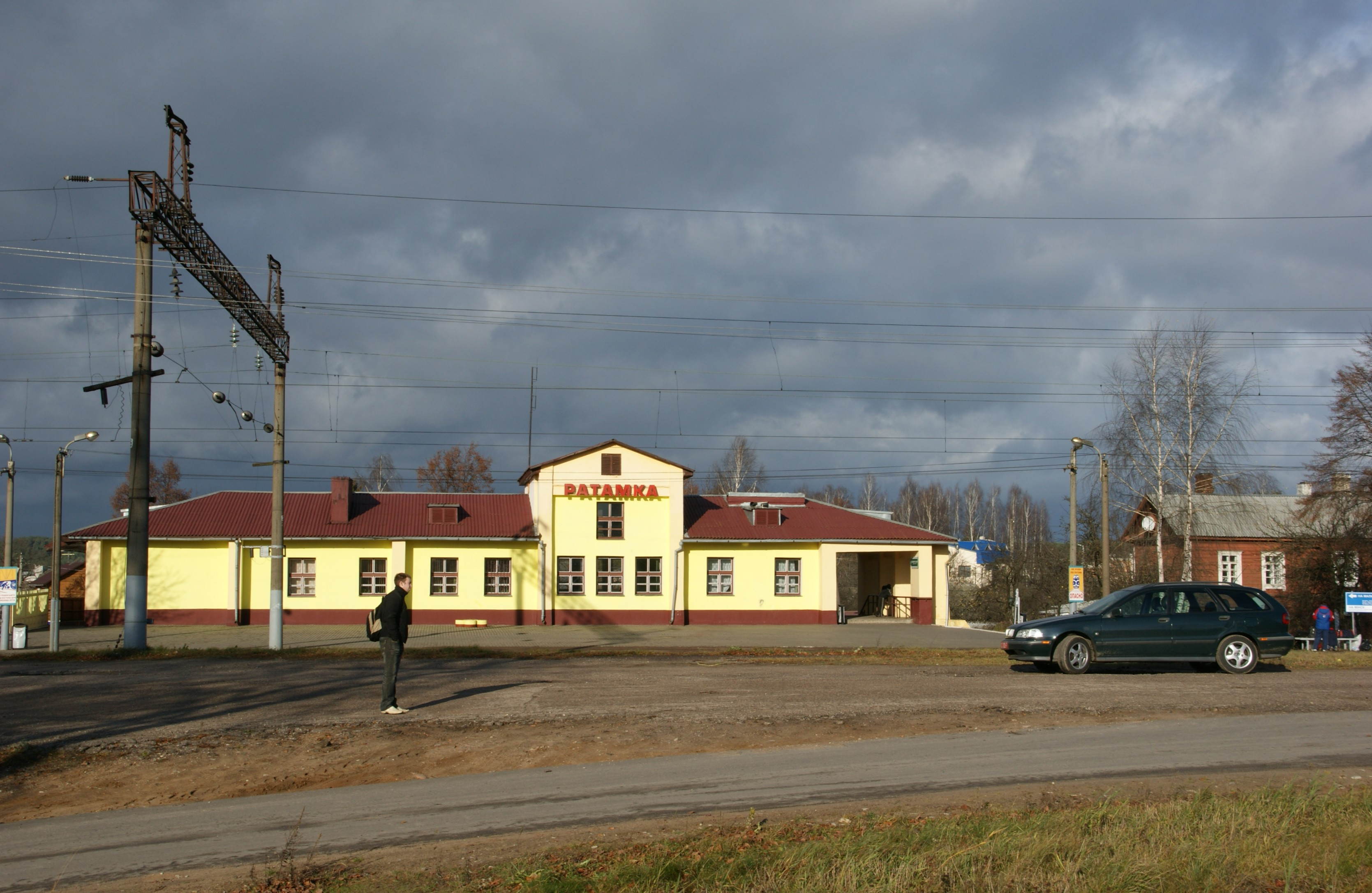